# Don't Leave Me This Way
Don't leave me this way is een lied geschreven door Kenneth Gamble, Leon Huff en Cary Gilbert. Het werd oorspronkelijk opgenomen door Harold Melvin & the Blue Notes en kreeg in de uitvoering van Thelma Houston een status als lijflied in de strijd tegen aids, door de klemtoon iets anders te benadrukken;Don’t leave me this way . Ook andere artiesten hebben het - al dan niet als single - opgenomen.

## Harold Melvin & Blue Notes
Het nummer verscheen op het studioalbum Wake up everybody uit 1975, maar werd in eerste instantie niet op single uitgebracht. Toen het liedje echter in 1977 wel succes had in het Verenigd Koninkrijk in de versie van Thelma Houston, werd de uitvoering van Harold Melvin & Blue Notes alsnog uitgebracht. Haalde het in 1975 alleen de Billboard discolijst, in 1977 haalde het in tien weken de vierde plaats in de Britse hitlijst. Leadzanger Teddy Pendergrass was inmiddels solo gegaan.

### NPO Radio 2 Top 2000
Don't Leave Me This Way stond alleen in 1999 in de NPO Radio 2 Top 2000, op plek 1898.

## Thelma Houston
Oorspronkelijk zou Diana Ross het nummer opnemen als opvolger voor haar hit Love Hangover. In plaats daarvan koos men voor Thelma Houston. Het nummer leek een non-single te worden, totdat het werd opgepikt door disco's in Boston. Motown bracht het uit en werd in veel landen een hit; in Amerika stond het op nummer 1 in de Billboard Hot 100 en werd het bekroond met een Grammy Award. In 1995 werd het opnieuw uitgebracht in een remix-uitvoering.

### Hitnotering

#### Nederlandse Top 40
| Positie: | 30 | 14 | 9 | 7 | 4 | 4 | 9 | 15 | 30 | 39 | uit |

#### NederlandseDaverende 30
| Positie: | 25 | 14 | 6 | 7 | 4 | 6 | 8 | 19 | uit |

#### BelgischeBRT Top 30
| Positie: | 27 | 24 | 22 | 16 | 7 | 8 | 7 | 7 | 15 | 18 | 24 | uit |

#### VlaamseUltratop 30
| Positie: | 25 | 18 | 12 | 8 | 8 | 7 | 8 | 11 | 16 | 19 | 26 | uit |

#### NPO Radio 2 Top 2000
| Nummer met noteringen in de NPO Radio 2 Top 2000 | '99  | '00  |
| ------------------------------------------------ | ---- | ---- |
| Don't Leave Me This Way                          | 1652 | 1596 |

1. ↑  Een vetgedrukt getal geeft de hoogste notering aan.
2. ↑  Deze tabel is bijgewerkt tot en met de laatste editie (2024).

## The Communards
Een groter succes was de versie van de Britse groep The Communards, mede dankzij de aanstekelijke videoclip. Jimmy Somerville zong het samen met Sarah Jane Morris de Europese hitlijsten in. In de Verenigde Staten scoorde de plaat echter matig.

### Hitnoteringen
De plaat bereikte de eerste plaats van de Tipparade en was op vrijdag 26 september 1986 Veronica Alarmschijf op Radio 3 en werd een gigantische hit in de destijds twee landelijke hitlijsten op de nationale publieke popzender. De plaat bereikte in zowel de Nederlandse Top 40 als de Nationale Hitparade de nummer 1 positie. In de Europese hitlijst op Radio 3, de TROS Europarade, werd de 3e positie behaald.
In België bereikte de plaat eveneens de nummer 1 positie in zowel de voorloper van de Vlaamse Ultratop 50 als de Vlaamse Radio 2 Top 30.

### Nederlandse Top 40
| Positie: | 26 | 12 | 5 | 2 | 1 | 1 | 1 | 1 | 1 | 2 | 2 | 3 | 9 | 18 | 38 | uit |

### Nationale Hitparade
| Positie: | 40 | 11 | 2 | 1 | 1 | 1 | 1 | 1 | 1 | 1 | 1 | 2 | 5 | 16 | 27 | 33 | uit |

### TROS Europarade
Hitnotering: 13-09-1986 t/m 25-01-1987. Hoogste notering: #3 (4 weken).

### Vlaamse Radio 2 Top 30
| Hitnotering: 27-09-1986 t/m 24-01-1987 | Hitnotering: 27-09-1986 t/m 24-01-1987 | Hitnotering: 27-09-1986 t/m 24-01-1987 | Hitnotering: 27-09-1986 t/m 24-01-1987 | Hitnotering: 27-09-1986 t/m 24-01-1987 | Hitnotering: 27-09-1986 t/m 24-01-1987 | Hitnotering: 27-09-1986 t/m 24-01-1987 | Hitnotering: 27-09-1986 t/m 24-01-1987 | Hitnotering: 27-09-1986 t/m 24-01-1987 | Hitnotering: 27-09-1986 t/m 24-01-1987 | Hitnotering: 27-09-1986 t/m 24-01-1987 | Hitnotering: 27-09-1986 t/m 24-01-1987 | Hitnotering: 27-09-1986 t/m 24-01-1987 | Hitnotering: 27-09-1986 t/m 24-01-1987 | Hitnotering: 27-09-1986 t/m 24-01-1987 | Hitnotering: 27-09-1986 t/m 24-01-1987 | Hitnotering: 27-09-1986 t/m 24-01-1987 | Hitnotering: 27-09-1986 t/m 24-01-1987 | Hitnotering: 27-09-1986 t/m 24-01-1987 | Hitnotering: 27-09-1986 t/m 24-01-1987 | Hitnotering: 27-09-1986 t/m 24-01-1987 |
| Week:                                  | 1                                      | 2                                      | 3                                      | 4                                      | 5                                      | 6                                      | 7                                      | 8                                      | 9                                      | 10                                     | 11                                     | 12                                     | 13                                     | 14                                     | 15                                     | 16                                     | 17                                     | 18                                     |                                        |                                        |
| -------------------------------------- | -------------------------------------- | -------------------------------------- | -------------------------------------- | -------------------------------------- | -------------------------------------- | -------------------------------------- | -------------------------------------- | -------------------------------------- | -------------------------------------- | -------------------------------------- | -------------------------------------- | -------------------------------------- | -------------------------------------- | -------------------------------------- | -------------------------------------- | -------------------------------------- | -------------------------------------- | -------------------------------------- | -------------------------------------- | -------------------------------------- |
| Positie:                               | 13                                     | 17                                     | 11                                     | 5                                      | 3                                      | 4                                      | 2                                      | 1                                      | 1                                      | 1                                      | 1                                      | 1                                      | 1                                      | 3                                      | 11                                     | 14                                     | 21                                     | 16                                     | uit                                    |                                        |

### Vlaamse Ultratop 50
| Hitnotering: 27-09-1986 t/m 06-02-1987 | Hitnotering: 27-09-1986 t/m 06-02-1987 | Hitnotering: 27-09-1986 t/m 06-02-1987 | Hitnotering: 27-09-1986 t/m 06-02-1987 | Hitnotering: 27-09-1986 t/m 06-02-1987 | Hitnotering: 27-09-1986 t/m 06-02-1987 | Hitnotering: 27-09-1986 t/m 06-02-1987 | Hitnotering: 27-09-1986 t/m 06-02-1987 | Hitnotering: 27-09-1986 t/m 06-02-1987 | Hitnotering: 27-09-1986 t/m 06-02-1987 | Hitnotering: 27-09-1986 t/m 06-02-1987 | Hitnotering: 27-09-1986 t/m 06-02-1987 | Hitnotering: 27-09-1986 t/m 06-02-1987 | Hitnotering: 27-09-1986 t/m 06-02-1987 | Hitnotering: 27-09-1986 t/m 06-02-1987 | Hitnotering: 27-09-1986 t/m 06-02-1987 | Hitnotering: 27-09-1986 t/m 06-02-1987 | Hitnotering: 27-09-1986 t/m 06-02-1987 | Hitnotering: 27-09-1986 t/m 06-02-1987 | Hitnotering: 27-09-1986 t/m 06-02-1987 | Hitnotering: 27-09-1986 t/m 06-02-1987 |
| Week:                                  | 1                                      | 2                                      | 3                                      | 4                                      | 5                                      | 6                                      | 7                                      | 8                                      | 9                                      | 10                                     | 11                                     | 12                                     | 13                                     | 14                                     | 15                                     | 16                                     | 17                                     | 18                                     | 19                                     |                                        |
| -------------------------------------- | -------------------------------------- | -------------------------------------- | -------------------------------------- | -------------------------------------- | -------------------------------------- | -------------------------------------- | -------------------------------------- | -------------------------------------- | -------------------------------------- | -------------------------------------- | -------------------------------------- | -------------------------------------- | -------------------------------------- | -------------------------------------- | -------------------------------------- | -------------------------------------- | -------------------------------------- | -------------------------------------- | -------------------------------------- | -------------------------------------- |
| Positie:                               | 27                                     | 21                                     | 13                                     | 9                                      | 4                                      | 4                                      | 2                                      | 1                                      | 1                                      | 1                                      | 1                                      | 1                                      | 1                                      | 2                                      | 5                                      | 9                                      | 13                                     | 24                                     | 39                                     | uit                                    |

### NPO Radio 2 Top 2000
| Nummer met noteringen in de NPO Radio 2 Top 2000 | '99 | '00 | '01 | '02 | '03  | '04  | '05  | '06  | '07  | '08  | '09  | '10  | '11  | '12  | '13  | '14  | '15  | '16  | '17  | '18  | '19  | '20  | '21  | '22  | '23  | '24  |
| ------------------------------------------------ | --- | --- | --- | --- | ---- | ---- | ---- | ---- | ---- | ---- | ---- | ---- | ---- | ---- | ---- | ---- | ---- | ---- | ---- | ---- | ---- | ---- | ---- | ---- | ---- | ---- |
| Don't leave me this way                          | 657 | 853 | 951 | 845 | 1270 | 1988 | 1345 | 1650 | 1789 | 1535 | 1804 | 1828 | 1917 | 1894 | 1503 | 1291 | 1467 | 1366 | 1340 | 1703 | 1408 | 1306 | 1492 | 1345 | 1384 | 1319 |

1. ↑  Een vetgedrukt getal geeft de hoogste notering aan.

## Gerard Joling
Een Nederlandse bijdrage in de royalty's kwam van Gerard Joling. In 2004 had hij een bescheiden hit met een 45e positie (in vier weken tijd) in de publieke hitlijst; toentertijd de Mega Top 50  op 3FM.